# Elly Is so HOT
《Elly Is so HOT》은 대한민국 가수 서인영의 첫 번째 정규 앨범이다. 2007년에 발매되었다. 타이틀곡은 〈너를 원해〉, 후속곡은 〈가르쳐줘요〉이다.

## 수록곡
1. Intro
2. HIT
3. 너를 원해
4. 가르쳐줘요
5. Blue Song
6. 6th Sense
7. Something
8. UR My Style
9. Seaes Hotel
10. Just Tonight (너를 원해, Lo-fi House Remix)
11. HIT (Hi-Voltage Remix)
12. 가르쳐줘요 (MR)